# Bundesautobahn 61
Pour les articles homonymes, voir A61.
La Bundesautobahn 61 (ou BAB 61, A61 ou Autobahn 61) est une autoroute allemande longue de 331 kilomètres entre Venlo à la frontière germano-néerlandaise et Hockenheim.

## Itinéraire
Itinéraire détaillé des 331 km d'autoroute :
- Fin de l'autoroute néerlandaise A74 en provenance de Venlo.
- 1a  Pays-Bas /  Allemagne Poste frontière de Heidenend à −1,3 km
- Début de l'A61 limitée à 130 km/h en 2×2 voies
- 1b : Nettetal-Ouest
- 2 : Kaldenkirchen
- 3 : Kaldenkirchen-Sud
- 4 : Breyell
- Lac de Breyell
- 5 : Nettetal
- 6 : Süchteln
- 7 : Viersen
- 8 : Mackenstein
- 9  Échangeur entre A52 et A61 à 22 km : Mönchengladbach
- 10 : Mönchengladbach-Nordpark
- 11 : Mönchengladbach-Holt
- 12 : Mönchengladbach-Rheydt
- 13 : Mönchengladbach-Wickrath
- 14 : Mönchengladbach-Güdderath
- Échangeur entre A46 et A61 à 35 km : Mönchengladbach-Wanlo
- 15 : Mönchengladbach-Wanlo
- 16 : Jackerath
- Échangeur entre A44 et A61 à 44 km : Jackerath
- Aires de service Aral de Bedburger Land-Ouest  (sens  Venlo-Hockenheim),  Aral de Bedburger Land-Est  (sens  Hockenheim-Venlo ), à 49 km